# Marmande (fiume)
La Marmande è un fiume francese che scorre nei dipartimenti dell'Allier e della Cher, regioni rispettivamente di Alvernia-Rodano-Alpi e Centro-Valle della Loira.
Nasce a Cérilly, a un'altezza s.l.m. di 359 metri e, dopo un percorso di poco più di 45 chilometri sfocia nel fiume Cher, del quale è quindi un affluente.

## Geografia
Dopo la sorgente, il fiume scorre nella parte sud della foresta di Tronçais, del dipartimento dell'Allier. Dopo aver attraversato questa foresta, ove alimenta la palude di Pirot (creta tra il 1842 e il 1852 per alimentare il canale di Berry), esso entra nel dipartimento della Cher e confluisce nel fiume Cher, a Saint-Amand-Montrond dopo aver incrociato a livello il canale di Berry. Alla confluenza si trova uno stramazzo, grazie al quale la Marmande può continuare il suo corso verso la Cher. Questo stramazzo serve anche ad abbassare il livello del canale in questo punto.

## Comuni attraversati
La Marmande attraversa sette comuni:
- Dipartimento dell'Allier : Cérilly, Isle-et-Bardais, Ainay-le-Château
- Dipartimento della Cher: Charenton-du-Cher, Orval, Saint-Amand-Montrond, Saint-Pierre-les-Étieux.

## Affluenti
La Marmande ha nove affluenti ufficiali, il più importante dei quali è la Sologna, lunga 25 chilometri, parimenti alimentata dai corsi d'acqua Chandon, Couelle e Chignon.

## Idrologia
Paragonata agli altri corsi d'acqua del bacino della Loira, la Marmande è un fiume poco abbondante. La sua portata è stata osservata per un periodo di 23 anni (1985-2007), a Saint-Pierre-les-Étieux, località molto vicina alla sua confluenza con la Cher a Saint-Amand-Montrond.
Il bacino idrografico del fiume è di 220 km². 
Le modulo del fiume a Saint-Pierre-les-Étieux è di 1.08 m³/s.
La Marmande presenta fluttuazioni stagionali di portata molto marcate, con un periodo di piena in inverno che conta una portata mensile media a un livello tra 1,4 e 2,35 m³/s, da dicembre ad aprile compreso (con un massimo in febbraio). Da aprile la portata diminuisce progressivamente per andare a finire nel periodo di magra che si manifesta da giugno ad ottobre, con una magra di portata media mensile fino a 0,194 m³/s nel mese di agosto, che rimane abbastanza consistente per un così piccolo corso d'acqua. Tuttavia le fluttuazioni di portata possono essere più importanti negli anni a venire e su periodi più brevi.
Le esondazioni possono essere importanti, tenuto conto della piccolezza del bacino idrologico (per esempio l'esondazione del 1977), ma senza avvicinarsi alle dimensioni di quelle dell'Aumance, sua vicina, il cui bacino, più vicino al Massiccio Centrale è nettamente più ricco di acque.